# Daniel Alves (Fußballspieler, 2002)
Daniel Alves da Silva (* 4. Januar 2002 in Campo Belo), auch bekannt als Daniel Alves, ist ein brasilianischer Fußballspieler.

## Karriere

### Verein
Daniel Alves begann seine Karriere 2018 in der Jugendmannschaft von Grêmio Novorizontino im brasilianischen Novo Horizonte. Vom 1. Juli 2019 bis 31. Januar 2020 wurde er an die Jugendmannschaft von Palmeiras São Paulo ausgeliehen. Nach der Ausleihe wechselte er fest in die Jugend von Palmeiras. Seinen ersten Profivertrag unterschrieb er am 31. Januar 2022 bei seinem Jugendverein Palmeiras. Einen Tag später wechselte er auf Leihbasis nach Japan zu JEF United Ichihara Chiba. Der Verein aus Ichihara, einer Stadt in der Präfektur Chiba, spielte in der zweiten Liga, der J2 League. Sein Profidebüt für JEF United gab er am 27. April 2022 (12. Spieltag) im Heimspiel gegen den Renofa Yamaguchi FC. Hier wurde er in der 89. Minute für Rui Sueyoshi eingewechselt. JEF gewann das Spiel durch die Tore von Tomoya Miki und Toshiyuki Takagi mit 2:0. Für JEF bestritt er zwölf Ligaspiele. Nach der Ausleihe kehrte er im Januar 2023 nach Brasilien zurück. Hier wurde sein Vertrag im Februar 2023 aufgelöst. Ende August 2023 zog es ihn nach Europa. Hier nahm ihn der portugiesische CD Santa Clara unter Vertrag. Bei dem Verein aus Santa Clara kommt er in der U23-Mannschaft zum Einsatz.

### Nationalmannschaft
Daniel Alves spielte 2019 viermal für die brasilianische U17-Nationalmannschaft. Hier kam er in den Gruppenspielen der U17-Südamerikameisterschaft in Peru zum Einsatz.